# Malcolm Sinclair
Malcolm Sinclair (Londra, 5 giugno 1950) è un attore inglese, attivo in campo teatrale, televisivo e cinematografico.

## Filmografia parziale

### Cinema
- Il successo è la miglior vendetta (Success Is the Best Revenge), regia di Jerzy Skolimowski (1984)
- Il manuale del giovane avvelenatore (The Young Poisoner's Handbook), regia di Benjamin Ross (1995)
- The Statement - La sentenza (The Statement), regia di Norman Jewison (2003)
- V per Vendetta (V for Vendetta), regia di James McTeigue (2005)
- Casino Royale, regia di Martin Campbell (2006)
- The Young Victoria, regia di Jean-Marc Vallée (2009)
- In guerra tutto è concesso (Sailing the Battlefield), regia di David Hare (2014)
- Survivor, regia di James McTeigue (2015)
- L'uomo che vide l'infinito (The Man Who Knew Infinity), regia di Matt Brown (2015)

### Televisione
- Le avventure di Bailey (Rumpole of the Bailey) – serie TV, 1 episodio (1988)
- Poirot (Agatha Christie's Poirot) – serie TV, episodio 3x08 (1991)
- Metropolitan Police (The Bill) – serie TV, 3 episodi (1991-1999)
- Rossella – serie TV, 1 episodio (1994)
- Pie in the Sky – serie TV, 33 episodi (1994-1997)
- Jack Frost (A Touch of Frost) – serie TV, 1 episodio (1995)
- Casualty – serie TV, 1 episodio (1998)
- L'ispettore Barnaby (Midsomer Murders) – serie TV, 3 episodi 3x04-11x02-18x05 (2000-2016)
- Relic Hunter – serie TV, episodio 2x19 (2001)
- Murder Rooms. Gli oscuri inizi di Sherlock Holmes (Murder Rooms: Mysteries of the Real Sherlock Holmes) – serie TV, 1 episodio (2001)
- Giardini e misteri (Rosemary and Thyme) – serie TV, 1 episodio (2004)
- Hustle - I signori della truffa (Hustle) – serie TV, 1 episodio (2007)
- Material Girl – serie TV, 3 episodi (2010)
- Aftermath – serie TV, 1 episodio (2010)
- The Hollow Crown – serie TV, 1 episodio (2012)
- Parade's End – serie TV, 4 episodio (2012)
- Andor – serie TV, 2 episodi (2022)

## Doppiatori italiani
Nelle versioni in italiano delle opere in cui ha recitato, Malcolm Sinclair è stato doppiato da:
- Michele Kalamera in The Statement - La sentenza, Casino Royale
- Romano Malaspina ne Il manuale del giovane avvelenatore
- Stefano De Sando in Relic Hunter
- Fabrizio Pucci in V per Vendetta
- Dario Penne in In guerra tutto è concesso
- Maurizio Reti in Survivor
- Carlo Reali ne L'uomo che vide l'infinito
- Carlo Valli in Andor